# Deep Cover
Deep Cover je američki kriminalistički triler iz 1992. godine u kojem glavne uloge glume Laurence Fishburne i Jeff Goldblum. Redatelj filma je Bill Duke. Film je također poznat po svojoj glavnoj pjesmi "Deep Cover", koju je kompozirao Dr. Dre zajedno sa Snoop Doggom.

## Uloge
- Laurence Fishburne – Russell Stevens/John Hull
- Jeff Goldblum – David Jason
- Charles Martin Smith – DEA Agent Gerald Carver
- Victoria Dillard – Betty McCutcheon
- Gregory Sierra – Felix Barbossa
- Glynn Turman – Russell Stevens Sr.
- Clarence Williams III – Taft
- Kamala Lopez-Dawson – Belinda Chacon

## Soundtrack
Soundtrack filma, Deep Cover je objavljen 4. travnja 1992. godine preko diskografske kuće SOLAR Records. Album sadrži hip hop, reggae i R&B pjesme. Na top ljestvici Billboard 200 debitirao je na poziciji broj 166, a na top ljestvici Top R&B/Hip-Hop Albums je debitirao na poziciji broj devet.
Glavna pjesma soundtracka "Deep Cover" objavljena je kao singl. Pjesma je predstavljena kao Dr. Dreov debitantski singl na kojem uvodi tadašnjeg novog repera Snoop Dogga, tada zvanog Snoop Doggy Dogg. Na top ljestvici Rap Songs singl je debitirao na poziciji broj četiri. Pjesma je 1996. godine bila uvrštena na kompilaciji First Round Knock Out.

## Vanjske poveznice
- Deep Cover na Internet Movie Database
- Deep Cover[neaktivna poveznica] na AllRovi
- Deep Cover na Rotten Tomatoes
- Deep Cover na Box Office Mojo